# فرد توماس (مصارع رياضي)
فرد توماس (بالإنجليزية: Fred Thomas) هو مصارع رياضي نيوزيلندي، ولد في 14 سبتمبر 1938.

## وصلات خارجية
- فرد توماس على موقع قاعدة بيانات المصارعة الدولية (الإنجليزية)
- فرد توماس على موقع أوليمبيديا (الإنجليزية)